# Martin Čech
Pour les articles homonymes, voir Čech (homonymie).
Martin Čech (2 juin 1976 - 6 septembre 2007) est un joueur professionnel tchèque de hockey sur glace.

## Carrière en club
Martin Čech commence sa carrière professionnelle en 1993-1994 en jouant pour l'équipe du championnat élite de République tchèque, l'Extraliga, du HC Zlín. Il joue alors un seul match dans la saison.
Sa prochaine saison professionnelle est la saison 1996-1997 et il joue avec l'équipe du HC ZKZ Plzeň. Il joue alors cinq saisons avec le club de Plzeň puis quitte son pays pour rejoindre la Finlande et la SM-liiga où il porte pendant une saison le maillot du JYP Jyväskylä puis deux saisons celui du Pelicans Lahti.
En 2003, il signe avec le Metallourg Magnitogorsk du championnat russe et joue aux côtés d'Ievgueni Malkine. Il passe deux saisons avec le Metallourg puis en 2005-2006 connaît deux équipes russes différentes.
À la suite de ces quatre saisons en Russie et trois saisons en Finlande, il décide de revenir jouer dans son pays et dans l'Extraliga - même s'il avait joué les fins de saisons précédente en ligue inférieure tchèque - et signe un contrat avec le HC Moeller Pardubice.
Il se tue au volant de sa voiture à la sortie d'un entraînement sur une route humide le 6 septembre 2007. Il avait alors 31 ans.

## Statistiques
| Saison    | Équipe                  | Ligue     |    | Saison régulière | Saison régulière | Saison régulière | Saison régulière | Saison régulière |   | Séries éliminatoires | Séries éliminatoires | Séries éliminatoires | Séries éliminatoires | Séries éliminatoires |
| Saison    | Équipe                  | Ligue     | PJ | B                | A                | Pts              | Pun              | PJ               | B | A                    | Pts                  | Pun                  |                      |                      |
| 1993-1994 | TJ Zlín                 | Extraliga | 1  | 0                | 1                | 1                | 0                |                  |   |                      |                      |                      |                      |                      |
| 1996-1997 | HC ZKZ Plzeň            | Extraliga | 4  | 0                | 1                | 1                | 0                |                  |   |                      |                      |                      |                      |                      |
| 1997-1998 | HC Keramika Plzeň       | Extraliga | 41 | 2                | 6                | 8                | 20               |                  |   |                      |                      |                      |                      |                      |
| 1998-1999 | HC Keramika Plzeň       | Extraliga | 52 | 5                | 13               | 18               | 79               | 5                | 0 | 2                    | 2                    | 0                    |                      |                      |
| 1999-2000 | HC Keramika Plzeň       | Extraliga | 51 | 5                | 15               | 20               | 56               |                  |   |                      |                      |                      |                      |                      |
| 2000-2001 | HC Keramika Plzeň       | Extraliga | 39 | 5                | 8                | 13               | 46               |                  |   |                      |                      |                      |                      |                      |
| 2001-2002 | JYP Jyväskylä           | SM-liiga  | 51 | 1                | 11               | 12               | 78               |                  |   |                      |                      |                      |                      |                      |
| 2002-2003 | Pelicans Lahti          | SM-liiga  | 43 | 7                | 6                | 13               | 63               |                  |   |                      |                      |                      |                      |                      |
| 2003-2004 | Pelicans Lahti          | SM-liiga  | 20 | 4                | 5                | 9                | 12               |                  |   |                      |                      |                      |                      |                      |
| 2003-2004 | Metallourg Magnitogorsk | Superliga | 33 | 1                | 12               | 13               | 12               | 9                | 1 | 0                    | 1                    | 6                    |                      |                      |
| 2004-2005 | Metallourg Magnitogorsk | Superliga | 52 | 2                | 6                | 8                | 32               | 4                | 0 | 0                    | 0                    | 2                    |                      |                      |
| 2005-2006 | Sibir Novossibirsk      | Superliga | 25 | 2                | 3                | 5                | 14               |                  |   |                      |                      |                      |                      |                      |
| 2005-2006 | Salavat Ioulaïev Oufa   | Superliga | 19 | 1                | 2                | 3                | 10               | 6                | 0 | 0                    | 0                    | 2                    |                      |                      |
| 2006-2007 | HC Moeller Pardubice    | Extraliga | 42 | 2                | 4                | 6                | 82               |                  |   |                      |                      |                      |                      |                      |

## Carrière internationale
Depuis 1999, il jouait pour l'équipe de République tchèque lors des compétitions internationales.